# 東松山野球場
東松山野球場（ひがしまつやまやきゅうじょう）は、埼玉県東松山市の岩鼻運動公園内にある野球場。東松山市岩鼻運動公園野球場（ひがしまつやま・いわはなうんどうこうえん・やきゅうじょう）、東松山市営球場といった通称でも呼ばれる。施設は東松山市が所有し、東松山市施設管理公社が指定管理者として運営管理を行っている。
　

## 概要
東松山市最大の野球場であり、1990年代に改修工事が行われ電光掲示板が取り付けられた。東都大学準硬式野球連盟の3部リーグ戦で使用されることがある他、市内の小中学生の大会のメイン会場として使われる。また高校野球大会の予選で使われたり、休日には社会人や草野球によって使われている。
観客席はバックネット裏に250人程度の人が座れるほどしかなく、一塁、三塁側には芝生の応援席があるのみで、あまり多くの観客は収容できない。中原球場が隣接されている。
ベースボール・チャレンジ・リーグ（ルートインBCリーグ）の埼玉武蔵ヒートベアーズが、2020年に公式戦1試合の開催を予定していたが、新型コロナウイルスの感染拡大に伴う日程変更のため、実際の開催はなかった。2021年の日程では公式戦2試合が予定され、4月10日に初の公式戦となる対茨城アストロプラネッツ戦が実施された。2022年も1試合が開催されたが、2023年以降は当初より日程が組まれていない。

## 施設概要
- 両翼：92m　中堅：120m
- 内野：土、外野：天然芝
- 収容人員：500人
- スコアボード：電光式

## 交通
- 東武東上線・東松山駅北東約1.7km
- 東松山駅東口から川越観光バス「HM-01：マイタウン循環」で「市営住宅」下車後徒歩約5分